# Debáltseve
Debáltseve (en ucraniano: Дебальцеве; en ruso: Дебальцево, romanizado: Debáltsevo) es una ciudad ucraniana perteneciente al óblast de Donetsk. Situada en el este del país, hasta 2020 pertenecía al área municipal de Jartsizsk, pero hoy es parte del raión de Jórlivka y del municipio (hromada) homónimo.
La ciudad se encuentra ocupada por Rusia desde la guerra del Dombás, siendo administrada como parte de la de facto República Popular de Donetsk.

## Geografía
La ciudad está situada en una colina de donde nacen muchos ríos del Dombás (el río Bulavin, el río Lozová, el río Sanzharivka, el río Skelevaya, y el río Karapulka). Debáltseve se encuentra a 58 km de Debáltseve, en el límite administativo entre el óblast de Donetsk y el de Lugansk.

### Clima
La ciudad está ubicada en la zona esteparia del clima continental, que se caracteriza por veranos frescos.
| Parámetros climáticos promedio de Debáltseve (1981-2010, extremos 1936–2005) | Parámetros climáticos promedio de Debáltseve (1981-2010, extremos 1936–2005) | Parámetros climáticos promedio de Debáltseve (1981-2010, extremos 1936–2005) | Parámetros climáticos promedio de Debáltseve (1981-2010, extremos 1936–2005) | Parámetros climáticos promedio de Debáltseve (1981-2010, extremos 1936–2005) | Parámetros climáticos promedio de Debáltseve (1981-2010, extremos 1936–2005) | Parámetros climáticos promedio de Debáltseve (1981-2010, extremos 1936–2005) | Parámetros climáticos promedio de Debáltseve (1981-2010, extremos 1936–2005) | Parámetros climáticos promedio de Debáltseve (1981-2010, extremos 1936–2005) | Parámetros climáticos promedio de Debáltseve (1981-2010, extremos 1936–2005) | Parámetros climáticos promedio de Debáltseve (1981-2010, extremos 1936–2005) | Parámetros climáticos promedio de Debáltseve (1981-2010, extremos 1936–2005) | Parámetros climáticos promedio de Debáltseve (1981-2010, extremos 1936–2005) | Parámetros climáticos promedio de Debáltseve (1981-2010, extremos 1936–2005) |
| Mes                                                                          | Ene.                                                                         | Feb.                                                                         | Mar.                                                                         | Abr.                                                                         | May.                                                                         | Jun.                                                                         | Jul.                                                                         | Ago.                                                                         | Sep.                                                                         | Oct.                                                                         | Nov.                                                                         | Dic.                                                                         | Anual                                                                        |
| ---------------------------------------------------------------------------- | ---------------------------------------------------------------------------- | ---------------------------------------------------------------------------- | ---------------------------------------------------------------------------- | ---------------------------------------------------------------------------- | ---------------------------------------------------------------------------- | ---------------------------------------------------------------------------- | ---------------------------------------------------------------------------- | ---------------------------------------------------------------------------- | ---------------------------------------------------------------------------- | ---------------------------------------------------------------------------- | ---------------------------------------------------------------------------- | ---------------------------------------------------------------------------- | ---------------------------------------------------------------------------- |
| Temp. máx. abs. (°C)                                                         | 9.7                                                                          | 15.4                                                                         | 20.5                                                                         | 28.8                                                                         | 33.6                                                                         | 36.0                                                                         | 39.4                                                                         | 37.3                                                                         | 32.8                                                                         | 31.0                                                                         | 19.9                                                                         | 13.0                                                                         | 39.4                                                                         |
| Temp. máx. media (°C)                                                        | -2.6                                                                         | -2.2                                                                         | 3.9                                                                          | 13.7                                                                         | 20.3                                                                         | 24.5                                                                         | 26.8                                                                         | 26.3                                                                         | 20.0                                                                         | 12.1                                                                         | 3.6                                                                          | -1.5                                                                         | 12.1                                                                         |
| Temp. media (°C)                                                             | -5.2                                                                         | -5.2                                                                         | 0.1                                                                          | 8.6                                                                          | 15.0                                                                         | 18.9                                                                         | 21.2                                                                         | 20.5                                                                         | 14.6                                                                         | 7.7                                                                          | 1.2                                                                          | -3.9                                                                         | 7.8                                                                          |
| Temp. mín. media (°C)                                                        | -7.7                                                                         | -8.1                                                                         | -3.1                                                                         | 4.3                                                                          | 10.1                                                                         | 14.1                                                                         | 16.3                                                                         | 15.2                                                                         | 9.9                                                                          | 4.0                                                                          | -2.1                                                                         | -6.4                                                                         | 3.9                                                                          |
| Temp. mín. abs. (°C)                                                         | -34.9                                                                        | -30.9                                                                        | -25.5                                                                        | -11.1                                                                        | -3.8                                                                         | 1.8                                                                          | 6.1                                                                          | 2.1                                                                          | -4.8                                                                         | -12.0                                                                        | -24.8                                                                        | -31.2                                                                        | -34.9                                                                        |
| Precipitación total (mm)                                                     | 50.6                                                                         | 41.9                                                                         | 42.9                                                                         | 43.4                                                                         | 49.4                                                                         | 64.5                                                                         | 67.9                                                                         | 33.0                                                                         | 48.4                                                                         | 44.0                                                                         | 51.8                                                                         | 55.9                                                                         | 593.7                                                                        |
| Días de precipitaciones (≥ 1.0 mm)                                           | 10.1                                                                         | 8.7                                                                          | 9.3                                                                          | 7.5                                                                          | 7.1                                                                          | 8.5                                                                          | 7.1                                                                          | 4.8                                                                          | 6.6                                                                          | 6.3                                                                          | 8.5                                                                          | 10.6                                                                         | 95.1                                                                         |
| Horas de sol                                                                 | 48.2                                                                         | 72.1                                                                         | 131.5                                                                        | 179.3                                                                        | 276.7                                                                        | 291.9                                                                        | 306.0                                                                        | 290.0                                                                        | 210.6                                                                        | 129.8                                                                        | 61.7                                                                         | 34.7                                                                         | 2032.5                                                                       |
| Humedad relativa (%)                                                         | 90.7                                                                         | 87.2                                                                         | 81.0                                                                         | 67.2                                                                         | 61.4                                                                         | 64.0                                                                         | 63.9                                                                         | 60.7                                                                         | 67.7                                                                         | 78.1                                                                         | 88.6                                                                         | 91.0                                                                         | 75.1                                                                         |
| Fuente n.º 1: World Meteorological Organization                              |                                                                              |                                                                              |                                                                              |                                                                              |                                                                              |                                                                              |                                                                              |                                                                              |                                                                              |                                                                              |                                                                              |                                                                              |                                                                              |
| Fuente n.º 2: Climatebase.ru (extremes)                                      |                                                                              |                                                                              |                                                                              |                                                                              |                                                                              |                                                                              |                                                                              |                                                                              |                                                                              |                                                                              |                                                                              |                                                                              |                                                                              |

## Historia
La ciudad fue fundada en 1878 en torno a una estación de ferrocarril. El 1 de diciembre de 1878 se inició el tráfico regular de trenes en la línea de carbón de Donetsk. A partir de 1894 se construyeron talleres mecánicos para el mantenimiento de material ferroviario y un estacionamiento de trenes se construyeron alrededor de la estación. Sendas huelgas de trabajadores ferroviarios ocurrieron el 1 de mayo de 1899 y 1905. Entre 1905 y 1908 fue construida la estación de carga. 
A partir de la Revolución de Febrero de 1917 y hasta 1919 la ciudad cambió varias veces de manos entre el Ejército Blanco, el ejército de Alemania y del Hetmanato y el Ejército Rojo, hasta que a finales de 1919 se estableció el poder soviético.
Durante la década de 1930, la ciudad se modernizó con la instalación de las redes de electricidad y suministro de agua. Instalaciones culturales fueron construidos, incluyendo un palacio de la cultura, con una habitación y un estadio. En 1938, recibió el estatus de ciudad. 
En la Segunda Guerra Mundial, La ciudad y los territorios circundantes estuvieron en la línea del frente de guerra entre las tropas nazis y soviéticas y fueron escenario de sangrientas batallas desde diciembre de 1941 hasta finales de 1942. Las tropas soviéticas recuperaron Debáltseve el 3 de septiembre de 1943.
Durante los primeros planes quinquenales  se reconstruyeron la estación de ferrocarril y la fábrica mecánica. La fábrica comenzó a producir cucharas de fundición, carros de hierro y escoria y compuertas para altos hornos.

### Guerra del Dombás
Durante las primeras etapas de la guerra del Dombás, Debáltseve fue el lugar de un importante campo de batalla entre la República Popular de Donetsk y Ucrania. Los combates comenzaron el 24 de julio de 2014, cuando el mercado central y una casa fueron incendiados debido a los combates. Al día siguiente, las fuerzas de la RPD lanzaron un contraataque contra las tropas ucranianas cerca de la ciudad. Las ciudades ucranianas respondieron bombardeando Debáltseve desde Svitlodarsk. El 28 de julio, los combates continuaban en el centro de Debáltseve, aunque el 29 de julio Ucrania pudo controlar la ciudad.
Los combates se reanudaron el 23 de enero de 2015, cuando las fuerzas de la RPD lanzaron una ofensiva hacia la ciudad, creando un cerco llamado a la bolsa de Debáltseve. El suministro de electricidad, calefacción y comunicaciones de la ciudad se cortó durante la batalla y los residentes se vieron obligados a esconderse en refugios. Las fuerzas ucranianas comenzaron a evacuar a los civiles de la ciudad a principios de febrero. El 17 de febrero de 2015 las tropas rusas entraron en la localidad, aunque en el acuerdo de Minsk II se acordó un alto el fuego efectivo a partir del 15 de febrero. El 16 de febrero, las fuerzas de la RPD y la RPL lanzaron un asalto y capturaron la ciudad de Ucrania después de dos días de intenso combate urbano.A principios de 2015, la ciudad quedó gravemente destruida durante los combates en esta zona. Según el alcalde designado por las autoridades de la RPD, Alexander Afendikov, el 80% de la ciudad quedó destruida.

## Demografía
La evolución de la población de Debáltseve entre 1897 y 2022 fue la siguiente:
| 2048                                                          | 9586 | 13 100 | 34 202 | 33 847 | 35 366 | 33 871 | 35 511 | 30 246 | 26 255 | 25 987 | 24 209 |
| (Fuente: Cities & Towns of Ukraine y UKRAINE: Größere Städte) |      |        |        |        |        |        |        |        |        |        |        |

Según el censo de 2001, el 64,4% de la población son ucranianos, el 32,6% son rusos y el resto de minorías son principalmente bielorrusos (0,7%). En cuanto al idioma, la lengua materna de la mayoría de los habitantes, el 81,52%, es el ruso; del 16,9% es el ucraniano.

## Economía
La ciudad es un importante nudo ferroviario. Se destacan también las industrias de materiales de construcción y de reparación equipos metalúrgicos.

## Infraestructura

### Transporte
La estación de Debaltseve es un importante nudo ferroviario del este de Ucrania, conectando Debáltseve-Alchevsk-Lugansk, Debáltseve–Sverdlovsk, Debáltseve-Popasna-Kúpiansk y Debáltseve-Jórlivka-Dnipró-Kiev. Las carreteras internacionales M03 y M04 también se cruzan cerca de la ciudad.

## Personas importantes
- Borís Shcherbina (1919-1990): político soviético que fue vicepresidente del Consejo de Ministros (1984-1989), supervisando la gestión de crisis tras el accidente de Chernóbil.

## Galería

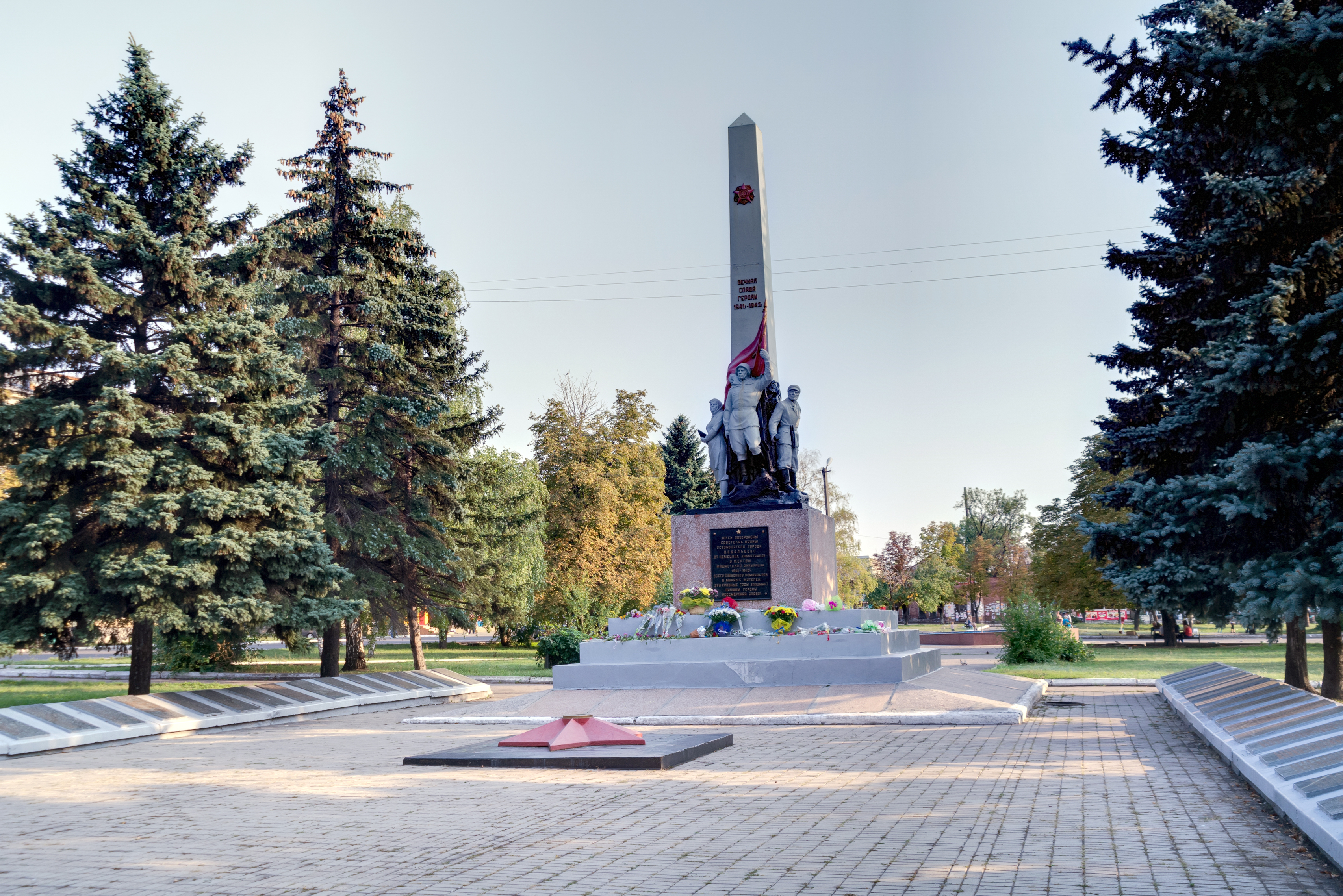
Monumento soviético de la Segunda Guerra Mundial
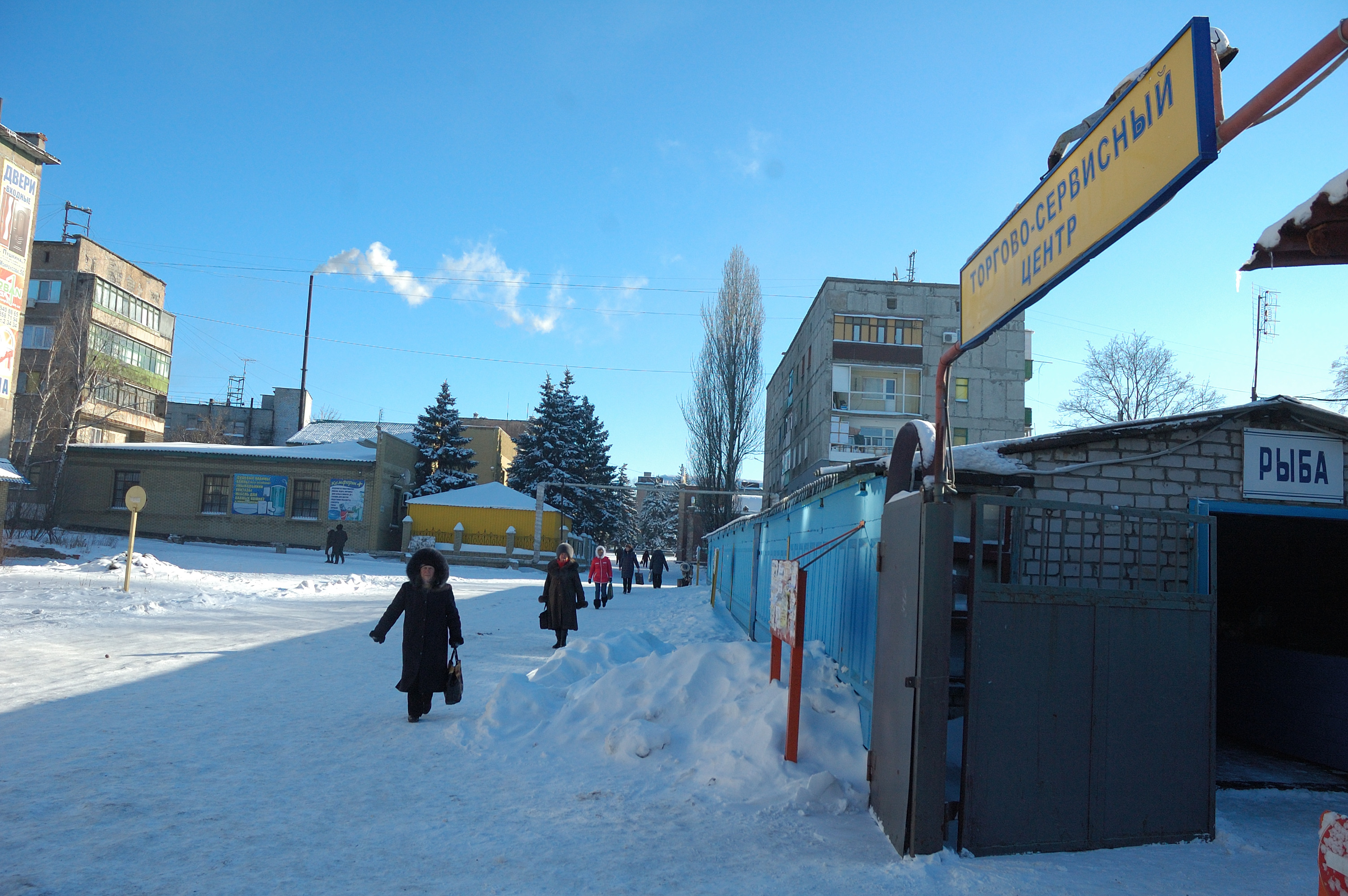
Debáltseve en enero de 2015
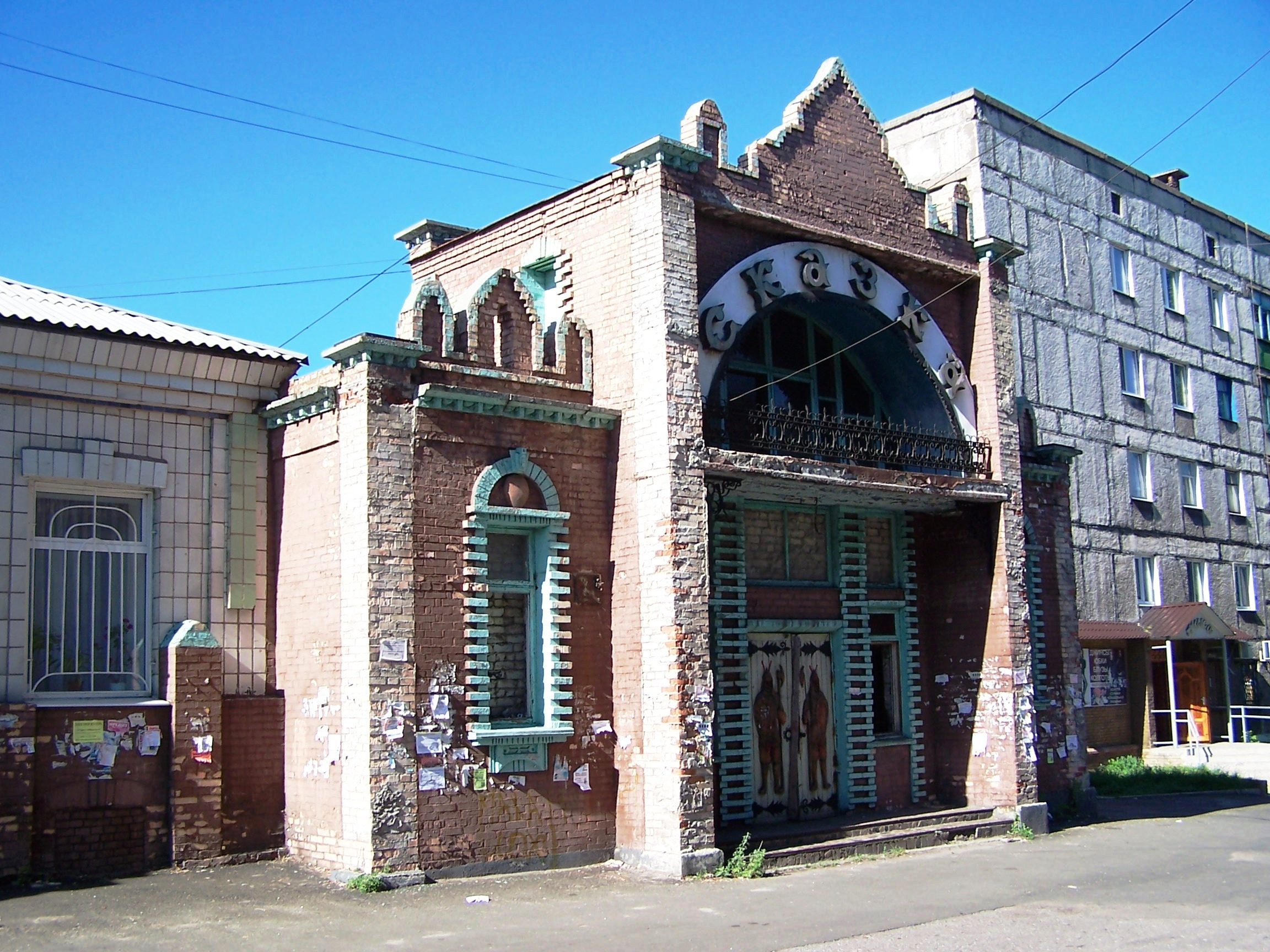
Edificio local